# 20 octobre 1961
Le vendredi 20 octobre 1961 est le 293e jour de l'année 1961.

## Naissances
- Billy Konchellah, athlète kényan évoluant sur 800 m
- Binyamin Lau, rabbin israélien
- David Becker, musicien américain
- Mehmet Okonsar, musicien belge
- Dragiša Binić, footballeur yougoslave
- Guillermo Muñoz, footballeur mexicain
- Ian Rush, footballeur gallois
- Jerry Meals, arbitre américain de la Ligue majeure de baseball
- Kate Mosse, écrivaine britannique
- Lassaad Lachaal, économiste et homme politique tunisien
- Les Stroud, musicien, cinéaste, expert en techniques de survie canadien
- Sandro Dell'Agnello, joueur et entraîneur italien de basket-ball
- Stefan Stannarius, sauteur à ski allemand
- Yevgeniy Lomtev, athlète soviétique

## Décès
- Doyle Overton Hickey (né le 27 juillet 1892), lieutenant général de l'United States Army
- Kazimierz Laskowski (né le 7 novembre 1899), escrimeur polonais

## Événements
- Sortie de l'album Blue Hawaii d'Elvis Presley